# Йохан фон Насау
Йохан фон Насау-Шпуркенбург (на немски: Johann von Nassau Herr zu Spurkenburg; † пр. 22 март 1533) е благородник от Насау, господар на Шпуркенбург/Шпоркенбург в Рейнланд-Пфалц. Той не е от фамилията на графовете фон Насау.
Той е син на Хайнрих фон Насау, губернатор на Велмих († 9 ноември 1485/3 май 1486) и съпругата му Анна фон Зеелбах-Квадфас († сл. 1490), дъщеря на Кристиан фон Зеелбах-Квадфас и Сибила Бок фон Палстеркамп. Внук е на Емерих фон Насау († сл. 1445) и Анна (Енегин) фон Идщайн († сл. 1443). Правнук е на Хайнрих фон Насау († 1427) и Гута Рьодел фон Райфенберг. Брат е на Квирин фон Насау († 16 август 1538), дворцов майстер в Трир.
Братята Йохан и Квирин фон Насау купуват през 1503 г. собствености на род Хелфенщайн. Те купуват през 1515 г замък Шпуркенбург/Шпоркенбург от Йохан фон Хелфенщайн. През 1604 г. замъкът отива на фон Метерних. Канцлер княз Клеменс фон Метерних продава руината през 1811 г.
Последният от тази линия Хайнрих фон Насау-Шпоркенбург († 1601) е хор-епископ на Диткирхен.

## Фамилия
Йохан фон Насау-Шпуркенбург се жени за Кристина фон Грайфенклау († пр. 24 юни 1521). Бракът е бездетен.
Йохан фон Насау-Шпуркенбург се жени втори път 1524 г. за Маргарета фон Шьонек (1498 – 1572), дъщеря на Георг фон Шьонек и Вилхелма фон Гевертц хаген-Лютцерат. Те имат децата:
- Георг фон Насау-Шпуркенбург († 21 август 1558)
- Анна фон Насау (1526 – 1600), омъжена	1548 г. за Филип Якоб фон и цу Елтц, господар на Близкастел и Веклинген († 9 декември 1574)
- Маргарета фон Насау-Шпуркенбург († ок. 12 декември 1596/5 февруари 1601), омъжена на 28 май 1559 г. в Кобленц за Кристоф фон и цу Щайн († пр. 15 юни 1574)
- Анна Доротея фон Насау († 1586), омъжена I. на 26 февруари 1560 г. за Антон Валдбот фон Басенхайм-Олдбрюк ( † 28 август 1571), II. пр. 1580 г. за Адам Шайфарт фон Мероде († 1597/1598)